# Électricité de France

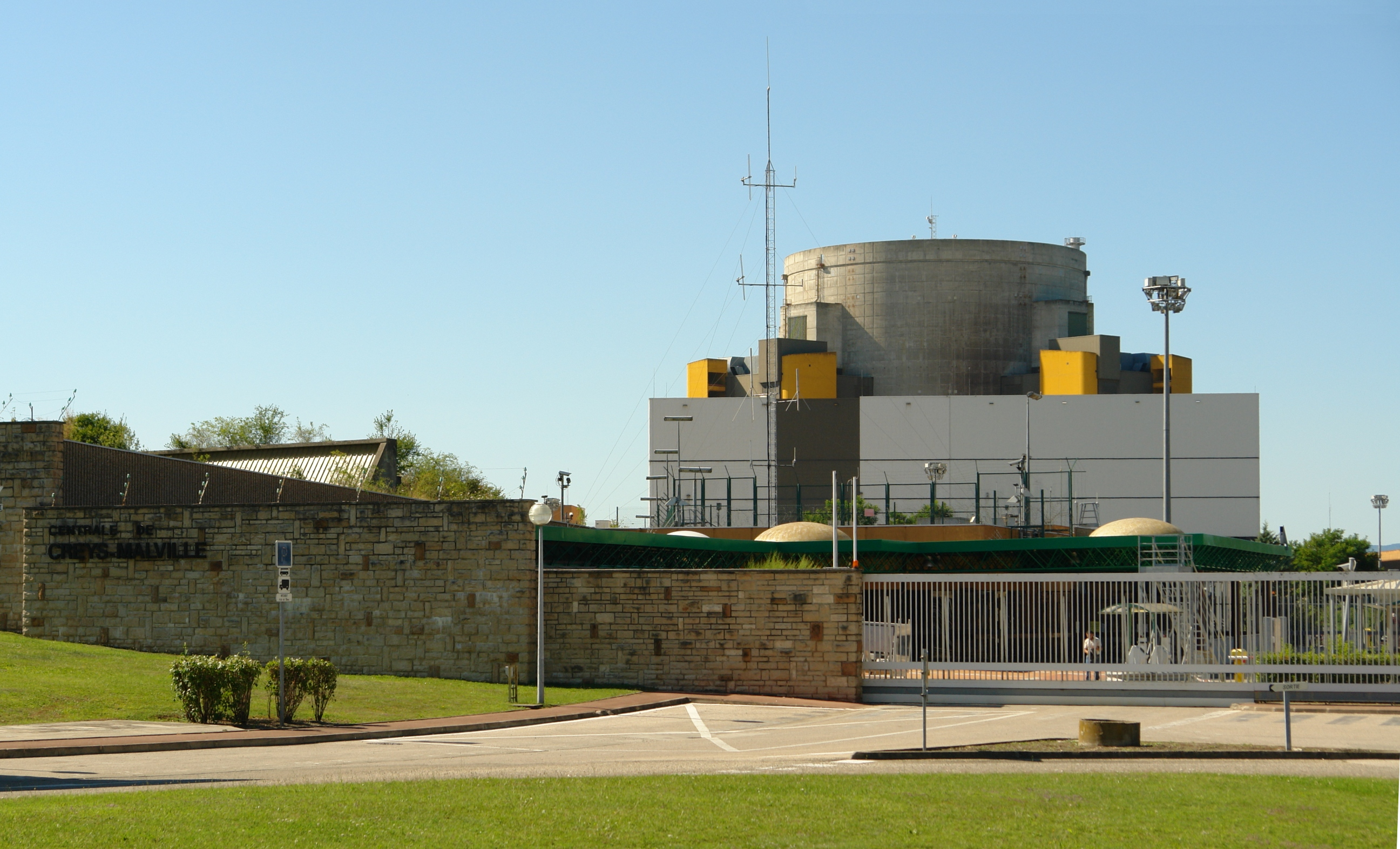
EDF-Kernkraftwerk Creys-Malville

Die Électricité de France SA (EDF) ist eine börsennotierte, staatlich dominierte französische Elektrizitätsgesellschaft. EDF ist der zweitgrößte Stromerzeuger weltweit. EDF beschäftigte 2010 über 158.000 Mitarbeiter zur Versorgung von etwa 37 Millionen Kunden.

## Entwicklung
Die EDF wurde am 8. April 1946 gegründet (Gründungsmitglied u. a. Marcel Paul und Pierre Ailleret). Im November 2004 wurde sie in eine Aktiengesellschaft umgewandelt und 2005 in einer Teilprivatisierung an die Börse gebracht. Seit Mai 2023 befindet sich EDF wieder vollständig in Frankreichs Staatsbesitz. Zuvor hielt der französische Staat 84,8 % der Aktien, weitere 2,4 % waren Belegschaftsaktien; 13,1 % wurden gehandelt und befanden sich in Privatbesitz oder bei institutionellen Anlegern.
Bis zum Beginn der Liberalisierung des europäischen Energiemarktes verfügte EDF in Frankreich über ein Quasimonopol im Bereich des Stromhandels, nicht jedoch bei der elektrischen Energieerzeugung.
Die Tochtergesellschaft Réseau de Transport d’Electricité (RTE) betreibt das Energieübertragungsnetz des Unternehmens.
Zum Jahreswechsel 2017/18 übernahm EDF 75,5 % des Reaktorbaugeschäfts von Areva (heute: Orano), das seitdem wieder unter dem Namen Framatome firmiert. Restaktivitäten im Bereich des Reaktorbaus, wie beispielsweise der von Kostenüberschreitungen und Verzögerungen betroffene Bau des Reaktors EPR Olkiluoto III, verbleiben bei der Altgesellschaft Areva. Areva ist für die Abwicklungen verbleibender Altprojekte verantwortlich, welche nicht von Orano oder Framatome übernommen wurden.
Die Mitarbeiter der EDF gehören zu den Régimes spéciaux de retraite (Rentensystem für spezielle Berufsgruppen), die sehr vorteilhaft für sie sind: im Durchschnitt gehen sie mit 59 Jahren in Rente und beziehen 3592 € brutto (2018). Finanziert wird dies durch eine Sonderabgabe (La Contribution Tarifaire d’Acheminement) auf die Elektrizitätsrechnung in Höhe von 21,93 % auf den Betrag ohne Verbrauch, hauptsächlich auf die Grundgebühr.

### Finanzdaten 2020
- Umsatz: 69,0 Mrd. Euro, −3,4 %
- EBITDA: 16,2 Mrd. Euro, −2,7 %
- Gewinn: 2,0 Mrd. Euro, −49,1 %
- Dem Konzern zurechenbarer Reingewinn: 0,7 Mrd. Euro, −87,4 %
- Verhältnis Schulden (netto)/EBITDA: 2,61

Quelle: EDF

### Wirtschaftliche Probleme
EDF hatte 2020 Schulden in Höhe von mehr als 41 Milliarden Euro. Als Staatskonzern erhöht dies die französische Staatsverschuldungsquote. 
Weitere große finanzielle Belastungen stehen EDF bevor. Diese sind unter anderem:
- Übernahme der Kraftwerksbausparte von Areva (2,5 Milliarden Euro)
- beim EPR Flamanville 3: gestiegene Baukosten (von 3 auf 10,5 Milliarden Euro) und die Frage, ob der für den Reaktordruckbehälter verwendete Stahl den hohen Anforderungen gewachsen ist
- Instandhaltungskosten für die in Betrieb befindlichen Kernreaktoren (100 Mrd. Euro in den kommenden zehn Jahren)
- Einnahmeverlust durch die geplante Reduzierung des Atomkraft-Anteils am Strommix in Höhe von 5,7 Milliarden Euro jährlich
- Stark gestiegene Kosten der zwei im Bau befindlichen EPR-Reaktoren (Hinkley Point C): Im Februar 2024 verbuchte EDF 12,9 Milliarden Euro an Wertberichtigungen, hauptsächlich wegen dieser Reaktoren.

EDF-Finanzvorstand Thomas Piquemal trat im März 2016 wegen Streitigkeiten über die Investitionen zurück.
Im März 2017 kaufte der französische Staat für 3 Milliarden Euro etwa 75 % der von EDF im Rahmen einer Kapitalerhöhung angebotenen neuen Aktien; die übrigen neuen Aktien wurden von einem Bankenkonsortium am Kapitalmarkt platziert. Dies wird als verdeckte Subvention durch den französischen Steuerzahler eingestuft.
Im April 2017 wurde berichtet, der französische Staat werde 400 Millionen Euro an EDF zahlen. Davon seien 300 Millionen Euro für den Gewinnausfall und 100 Millionen Euro seien für die fixen Kosten der Stilllegung. 
Tatsächlich wurde Block 1 des Kernkraftwerks Fessenheim (erst 22. Februar und Block 2 am 29. Juni 2020) abgeschaltet.
Im Juli 2022 kündigte die französische Regierung die Renationalisierung von EDF an und beabsichtigt, die ca. 16 % der Aktien, die sich im Privatbesitz befinden, zurückzukaufen. Der Grund ist die hohe Verschuldung von EDF, die 2022 ca. 60 Milliarden Euro betrug und die hauptsächlich durch Verluste beim Bau der Kernreaktoren durch Framatome entstanden ist.
Die französische Regierung hat EDF im Oktober angesichts der hohen Energiepreise verpflichtet, mehr Strom als bislang üblich unter dem Marktpreis an Konkurrenten abzugeben, um die Verbraucher vor hohen Strompreisen zu schützen.
Im Jahr 2022 mussten wegen von Wartungsproblemen und Schäden durch Korrosion an 16 Reaktoren zahlreiche Reaktoren vorübergehend abgeschaltet werden; zeitweise stand fast die Hälfte aller Reaktoren still. Dazu trug auch die Dürre und Hitze in Europa 2022 bei: viele Kernkraftwerke hatten zu wenig Kühlwasser. 
Deshalb kam es 2022 zu einer historisch niedrigen Atomstromproduktion und EdF schrieb mit einem Jahresverlust von 17,9 Milliarden Euro den höchsten Verlust in der bisherigen Unternehmensgeschichte. Die Schulden des Konzerns stiegen auf 64,5 Milliarden Euro.
Wegen der Dürre und Hitze in Europa 2022 musste bei fünf von insgesamt 18 französischen Kernkraftwerken die Leistung gedrosselt werden. Kernkraftwerke benötigen Kühlwasser, beispielsweise aus Flüssen und geben erwärmtes Wasser wieder ab. Laut EDF beträgt der Produktionsverlust aufgrund hoher Flusswassertemperaturen und geringer Flusswassermengen seit dem Jahr 2000 (Stand September 2022) im Durchschnitt 0,3 % der Jahresproduktion aller französischen Kernkraftwerke.
Im Jahr 2023 konnte EDF allerdings wieder einen Rekordgewinn von 10 Milliarden € Netto erzielen, und die Verschuldung von 65 Milliarden Euro auf 54 Milliarden Euro reduzieren (Stand Februar 2024).
EdF nahm an einer Ausschreibung der Regierung Tschechiens zum Bau mehrerer Kernreaktoren teil. 
Die Regierung Petr Fiala entschied im Juli 2024, diese beim südkoreanischen Unternehmen KHNP (ein Unternehmen im Staatskonzern Korea Electric Power Corporation) zu kaufen. Das Angebot von KHNP habe in fast allen Aspekten das Angebot von Électricité de France (EdF) ausgestochen. Ein Kernreaktor soll 200 Milliarden Kronen (umgerechnet knapp 8 Milliarden Euro) kosten. Der Preis je Megawattstunde Strom werde nicht über 90 Euro liegen.

## Internationale Präsenz
EDF ist auf den Energiemärkten Argentiniens, Ägyptens, Belgiens, Brasiliens, Chinas, der Elfenbeinküste, Italiens, der Niederlande, Mexikos, Polens, Schwedens, der Slowakei, Spaniens, Ungarns, der USA, des Vereinigten Königreiches und Vietnams engagiert.

### Präsenz in Deutschland, Österreich und Schweiz
Die EDF war bis zu Beginn des Jahres 2011 mit 45,01 % am baden-württembergischen Energieversorger EnBW beteiligt. Im Dezember 2010 gab der damalige Ministerpräsident von Baden-Württemberg, Stefan Mappus, den Rückkauf dieser Anteile bekannt; dies führte zu EnBW-Affäre.
EDF blieb jedoch weiter auf dem deutschen Energiemarkt aktiv. Unter der Bezeichnung EDF Deutschland wurde eine 100%ige Tochter der EDF-Gruppe mit Sitz in Berlin gegründet. Im Jahr 2014 beteiligte die EDF sich am Berliner Startup ubitricity, welches sich mit Zukunftsentwicklungen zur Ladeinfrastruktur im Elektromobilbereich beschäftigt. Weiterhin ist die EDF EN Deutschland GmbH im Bereich erneuerbare Energien aktiv und hält am Bremer Windenergiedienstleister REETEC eine Mehrheitsbeteiligung. Die EDF Invest hält zusammen mit DIF Infrastructure IV 100 % der Anteile am deutschen Fernleitungsnetzbetreiber Thyssengas. Weitere Beteiligungen der EDF finden sich in der Gasspeicherung. Am größten Laufwasserkraftwerk Deutschlands in Iffezheim am Rhein ist die EDF zur Hälfte beteiligt (Joint Venture mit EnBW). 2019 übernahm EDF das Leipziger Unternehmen Energy2Market, zu dessen Hauptgeschäftsfeldern Direktvermarktung und das Angebot von Regelenergie gehören.
In Österreich war der Konzern bis Mitte 2015 mit 25 % und einer Aktie am Energieversorger Energie Steiermark (ESTAG) sowie mit 100 % an der 2007 liquidierten VERO Holding GmbH mit Sitz in Wien beteiligt. Bis 2006 gehörte auch die ASA Abfall Service zu 100 % der EDF und wurde an die spanische Fomento de Construcciones y Contratas verkauft.
In der Schweiz ist EDF über die in Martigny ansässige Tochtergesellschaft EDF Alpes Investissements mit 25 % an der Alpiq Holding beteiligt.

## Stromerzeugung
Im Jahr 2010 produzierte EDF mit 630 Milliarden Kilowattstunden über 22 % des insgesamt in der Europäischen Union erzeugten elektrischen Stroms. Hiervon wurden 74,5 % in Kernkraftwerken erzeugt, 9,2 % in konventionellen Wärmekraftwerken, 16,2 % aus Wasserkraft und 0,1 % aus weiteren regenerativen Energieträgern wie Windkraft.
EDF betreibt dafür weltweit 58 Kernkraftwerke an 20 Standorten. 34 Reaktoren haben eine Nennleistung von über 900 MW, 20 Reaktoren haben je etwa 1.300 MW. Vier Reaktoren erzeugen jeweils 1.450 MW. 
Alle Kraftwerke der EDF haben eine Gesamtkapazität von 125.447 MW.

Im Jahr 2020 produzierte EDF in seinen AKWs 335,4 TWh (84 %), in den hydraulischen Kraftwerken 44,7 TWh (11 %), durch erneuerbare Energien 15,4 TWh (6 %).

KKW-Standorte in Frankreich

2008 übernahm EDF den britischen Atomkraftwerkbetreiber British Energy für 12,5 Milliarden Pfund (14 Milliarden Euro); 20 Prozent wurden anschließend an den Partner Centrica verkauft.
EDF begann am Standort Hinkley Point im Südwesten Englands den Bau zweier zusätzlicher Reaktorblöcke vom Typ EPR, die 2017 in Betrieb gehen sollten. Im Jahr 2024 war die Anlage noch im Bau.
Areva meldete der französischen Atomsicherheitsbehörde ASN im April 2015 Anomalien im Stahl des neuen Reaktordruckbehälters des im Bau befindlichen EPR in Flamanville. Im Jahr 2022 war die Anlage noch im Bau, die Inbetriebnahme war für 2023 geplant, ursprünglich geplant war 2012.
Ende Juli 2013 teilte EDF mit, sich aus dem Kernkraftwerkgeschäft in den Vereinigten Staaten zurückzuziehen und die Anteile an dem Joint-Venture CENG an seinen US-amerikanischen Partner Exelon zu verkaufen. Der Verkauf erfolgte 2021.